# Богданівка (Лозівський район)
Богдані́вка — село в Україні, у Близнюківській селищній громаді Лозівського району Харківської області. Населення становить 145 осіб. До 2020 орган місцевого самоврядування — Новонадеждинська сільська рада.

## Географія
Село Богданівка знаходиться за 2,5 км від села Нововолодимирське, за 1,5 км село Новотроїцьке.

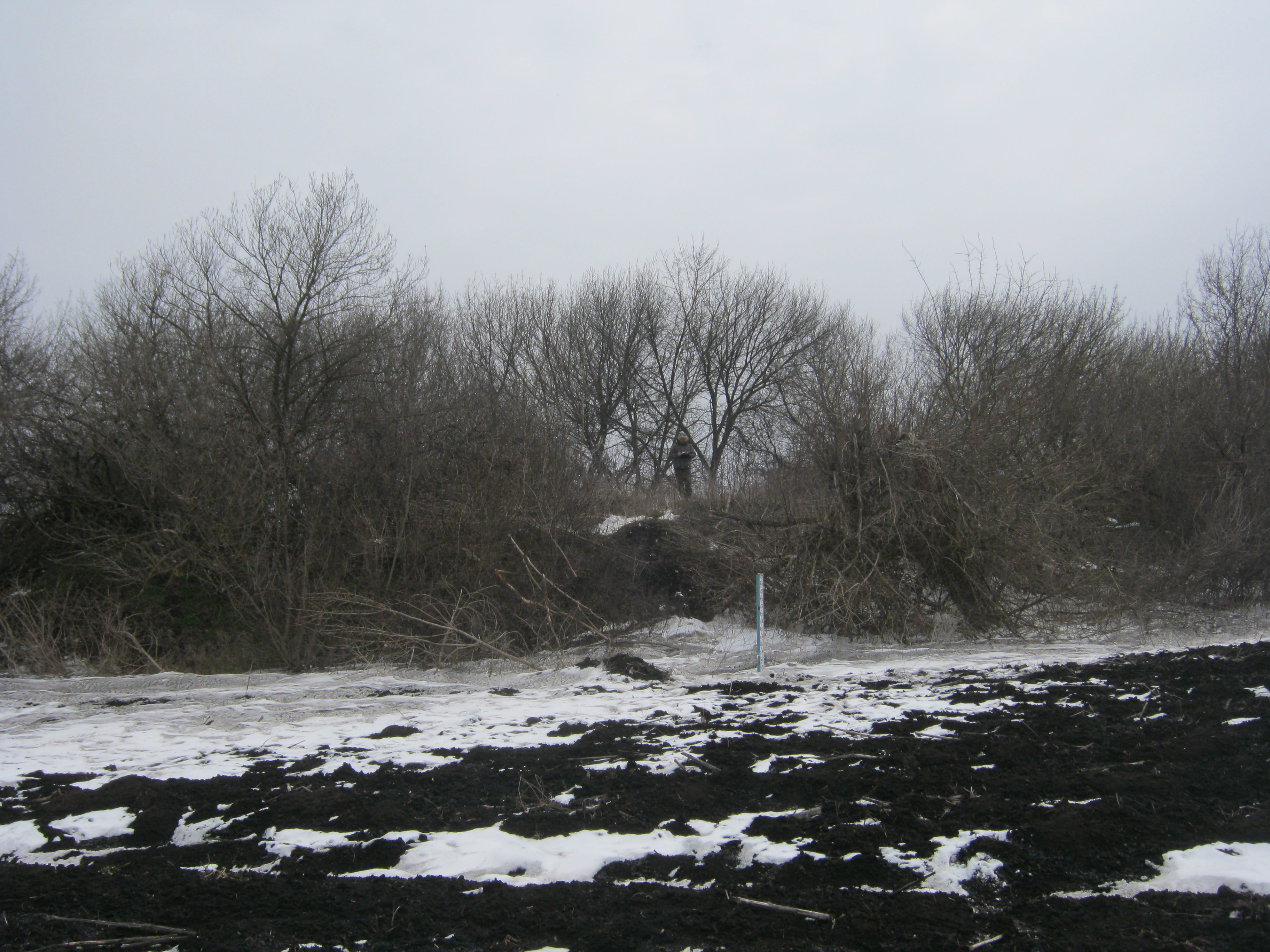
Кургани, розташовані на північній та південно-східній околицях села
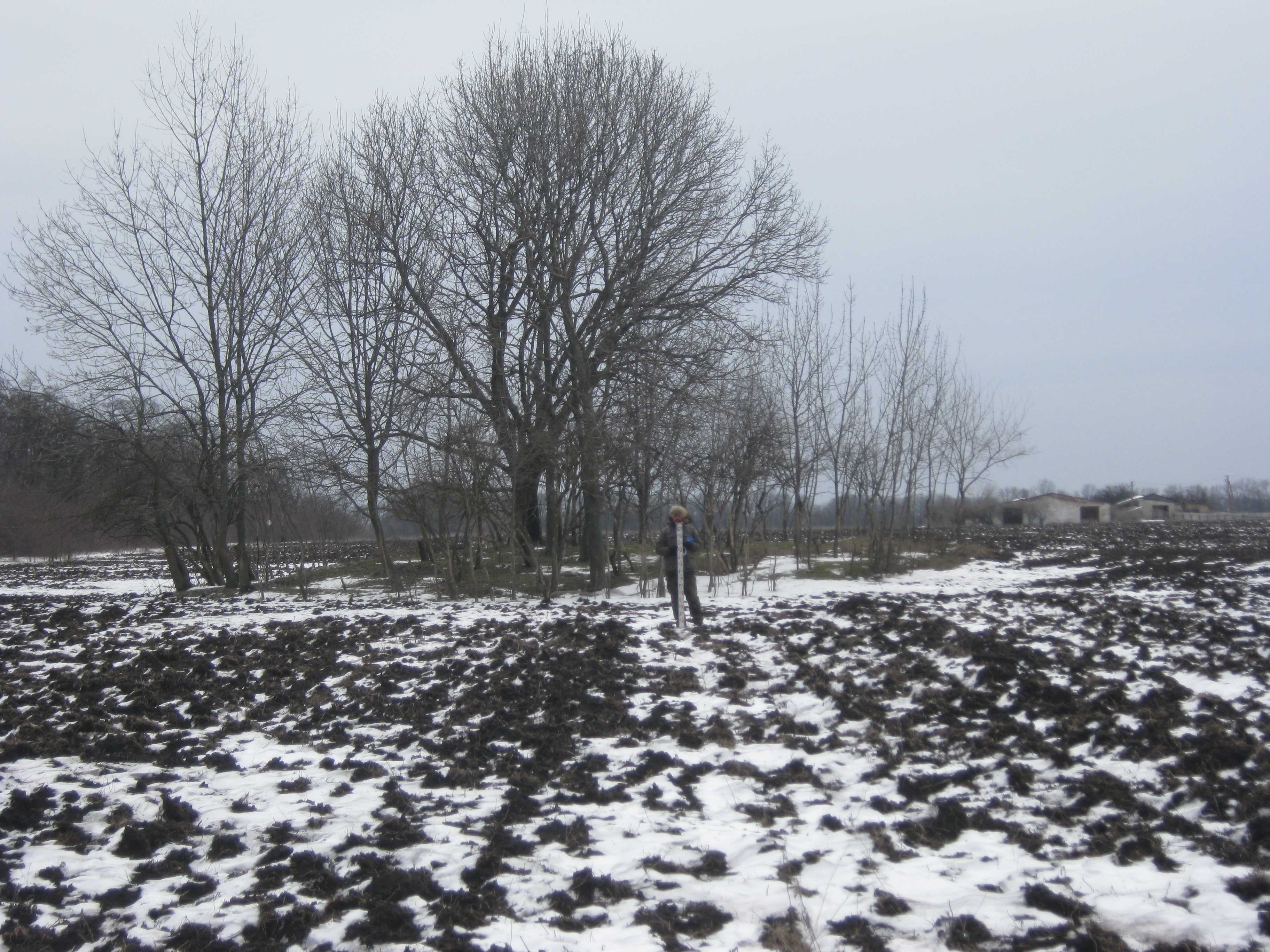

## Історія
- 1850 — дата заснування.
- 12 червня 2020 року, відповідно до Розпорядження Кабінету Міністрів України № 725-р «Про визначення адміністративних центрів та затвердження територій територіальних громад Харківської області», увійшло до складу Близнюківської селищної громади.[1]
- 19 липня 2020 року, в результаті адміністративно-територіальної реформи та ліквідації Близнюківського району,  увійшло до складу Лозівського району Харківської області.[2]

## Економіка
- В селі є молочно-товарна та свино-товарна ферми.